# Kylie Christmas
Kylie Christmas è un album in studio natalizio, il tredicesimo in totale, della cantante australiana Kylie Minogue, pubblicato nel novembre 2015.

## Descrizione
Kylie Christmas è il primo album di Natale in studio della Minogue, che trova all'interno delle tracce alcuni brani pubblicati nel corso della carriera della cantante, tra cui Santa Baby (2000) e Let It Snow (2010), e due EP A Kylie Christmas e A Christmas Gift. Il progetto discografico è stato registrato agli Angel Recording Studios e al Sarm Music Village, e presenta un mix di canzoni classiche natalizie e di nuovo materiale. L'artista racconta che i propri conoscenti: «Hanno dato per scontato che avessi fatto un album natalizio, e quando ho detto che non avevo fatto un intero album hanno iniziato a dire: "Devi farlo" [...] Ne ho parlato con un paio di persone del mio team e tutto è iniziato».
Il progetto discografico natalizio, che fonde alla musica tradizionale natalizia elementi di electronic dance music, pop e disco music, vede la Minogue come produttore esecutivo, assieme a Steve Anderson, Ash Howes, Richard Stannard, Charles Pignone, Matt Prime e Stargate. L'album presenta tre tracce inedite, di cui due co-scritte dalla cantautrice, White December e Christmas Isn't Christmas 'Til You Get Here, mentre la terza canzone, Every Day's Like Christmas, è stata scritta da Chris Martin dei Coldplay. Il progetto discografico presenta inoltre il brano Only You, pur non essendo una canzone di Natale, e una collaborazione postuma con Frank Sinatra nel brano Santa Claus Is Coming to Town. L'edizione deluxe presenta tre nuovi brani originali: Oh Santa, Cried Out Christmas e 100 Degrees, in collaborazione con la sorella Dannii Minogue.

## Pubblicazione e promozione

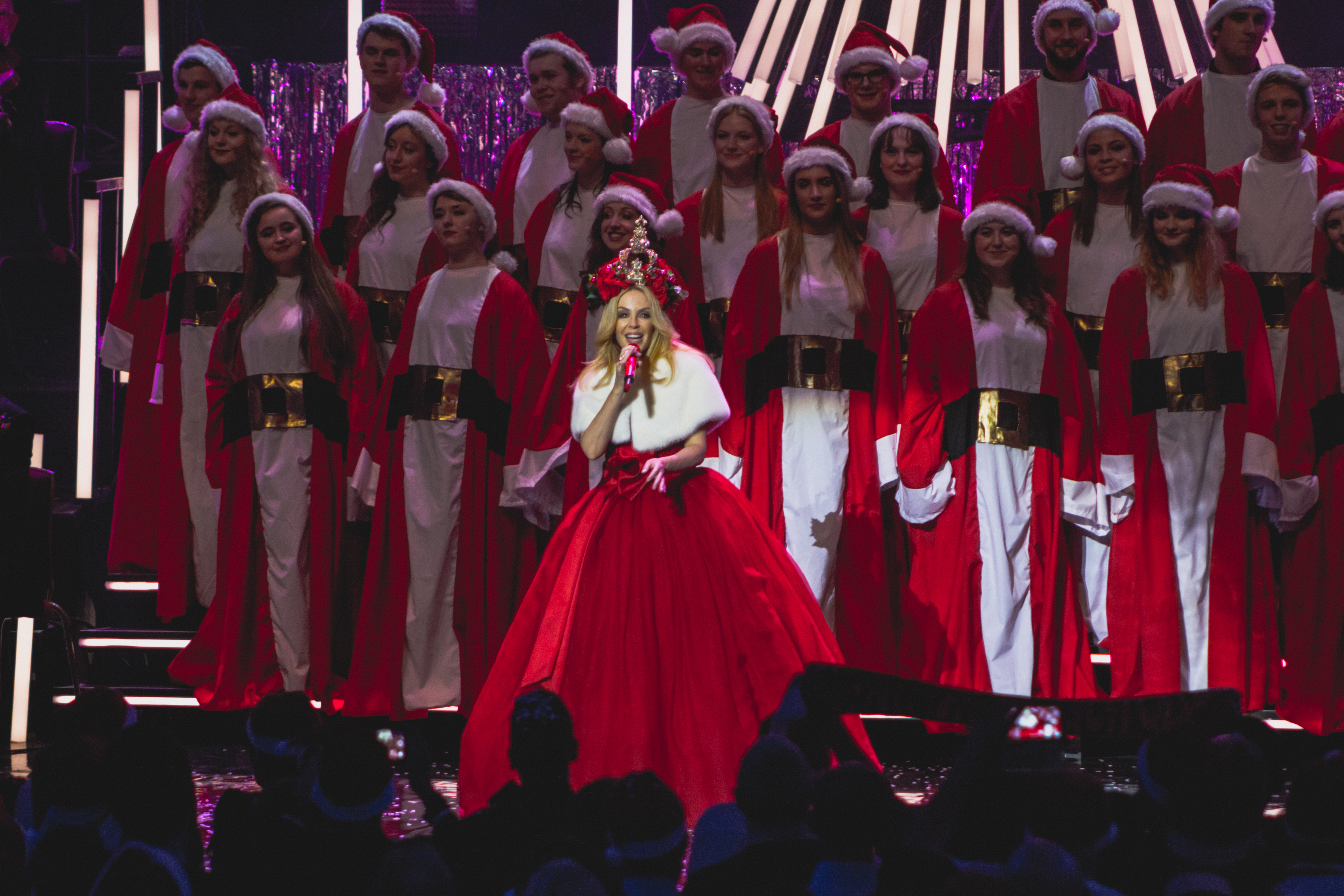
Kylie Minogue durante lo show al Royal Albert Hall nel 2015.

Nell'ottobre 2015, Minogue ha annunciato l'uscita di Kylie Christmas. L'album è stato pubblicato il 13 novembre 2015 come bundle di CD e DVD, contenente i video dei brani, mentre il 27 novembre è uscita un'edizione limitata in vinile.
Il 24 novembre 2015 si è esibita assieme alla sorella Dannii Minogue a The X Factor Australia con il brano 100 Degrees. L'8 dicembre la cantante si è esibita con It's the Most Wonderful Time of the Year nella Royal Variety Performance, show televisivo in onda in Regno Unito, Canada e Australia come cerimonia di apertura delle festività natalizie con la presenza della famiglia reale britannica, mentre tre giorni dopo si è esibita alla Royal Albert Hall di Londra, in uno show soldout. L'esperienza alla Royal Albert Hall si è ripetuta con due date nel dicembre 2016.

## Accoglienza
| Recensione      | Giudizio |
| --------------- | -------- |
| AllMusic        |          |
| The Guardian    |          |
| Herald Sun      |          |
| The Independent |          |
| The Irish Times |          |
| Rolling Stone   |          |
| Slant Magazine  |          |

Tim Sendra di AllMusic ha premiato l'album con tre stelle su cinque, e ha dichiarato: «Kylie e il suo team hanno fatto un buon lavoro, fornendo una selezione variegata e diversificata di brani e stati d'animo», e ha evidenziato Christmas Wrapping, I'm Gonna Be Warm This Christmas e White December come migliori tracce dell'album. Ha concluso: «In tutto l'album, Kylie sembra molto giocherellona, persino allegra, e c'è abbastanza spirito natalizio per ogni ascoltatore». Sal Cinquemani della rivista Slant Magazine ha elogiato il materiale inedito, evidenziando Every Day's Like Christmas come il brano migliore, e ha elogiato il mix di musica natalizia e la musica dance elettronica. Tuttavia, ha criticato la «mancanza di magia» della Minogue, e ha concluso che «non è detto che un album di canzoni natalizie da discoteca non sarebbe stato prevedibile a suo modo, ma per una pop star ai suoi esordi impavida e progressista, la versione amorevole e commovente dell'album si sente un po' come un'occasione persa per innovare un genere ormai consumato».
Andy Gill di The Independent ha criticato la mancanza di creatività di Minogue, affermando: «delusa dalla mancanza di carattere nella consegna di Kylie, in particolare in Santa Claus Is Coming to Town, un duetto postumo con Frank Sinatra, dove il suo modo facile e rilassato è in netto contrasto con lo sconforto dell'artista statunitense». Lauren Murphy del The Irish Times ha sostenuto positivamente la scelta dell'artista di pubblicare un album natalizio, affermando: «Abbiamo già sentito tutto questo in passato, quindi abbiamo davvero bisogno di un'altra pop star che faccia un altro album di Natale standard con una spolverata di formaggio festivo? Ad essere onesti, Kylie Minogue si trova in una posizione migliore rispetto alla maggior parte degli altri per fare un album del genere, data la sua longevità nel settore». Ciò nonostante la giornalista non è rimasta particolarmente colpita dal materiale prodotto, confermando che: «2.000 Miles è una delle poche tracce da salvare su un altro album che non avrà alcuna influenza sul godimento delle festività natalizie».
Nel 2022 Billboard ha inserito Kylie Christmas alla settima posizione della lista Best Christmas Albums of the 21st Century (Migliori album natalizi del 21º secolo).

## Tracce
1. It's the Most Wonderful Time of the Year – 2:44
2. Santa Claus Is Coming to Town (featuring Frank Sinatra) – 2:15
3. Winter Wonderland – 1:53
4. Christmas Wrapping (featuring Iggy Pop) – 5:05
5. Only You (featuring James Corden) – 3:05
6. I'm Gonna Be Warm This Winter – 2:29
7. Every Day's Like Christmas – 4:12
8. Let It Snow – 1:56
9. White December – 3:07
10. 2000 Miles – 3:34
11. Santa Baby – 3:22
12. Christmas Isn't Christmas 'Til You Get Here – 3:03
13. Have Yourself a Merry Little Christmas – 3:22

Tracce bonus nell'edizione deluxe
1. Oh Santa – 2:38
2. 100 Degrees (featuring Dannii Minogue) – 4:31
3. Cried Out Christmas – 3:44

## Classifiche
| Classifica (2015-22) | Posizione massima |
| -------------------- | ----------------- |
| Australia            | 7                 |
| Austria              | 46                |
| Belgio (Fiandre)     | 23                |
| Belgio (Vallonia)    | 53                |
| Corea del Sud        | 71                |
| Croazia              | 16                |
| Francia              | 76                |
| Germania             | 34                |
| Giappone             | 171               |
| Grecia               | 34                |
| Irlanda              | 11                |
| Italia               | 59                |
| Paesi Bassi          | 41                |
| Regno Unito          | 12                |
| Spagna               | 31                |
| Stati Uniti          | 184               |
| Svezia               | 39                |
| Svizzera             | 51                |
| Ungheria             | 9                 |